# Chitilenchery Pathilyil Ravindranathan
Chitilenchery Pathilyil Ravindranathan es un diplomático indio retirado.
- En 1965 entró al servicio exterior.
- De 1979 a 1982 fue embajador adjunto en París.
- De 1982 a 1986 fue  Alto Comisionado en Suva (Fiyi).
- De 1988 a 1991 fue embajador en Argel (Argelia).
- De 1991 a 1992 fue embajador en Dublín (Irlanda).
- de noviembre de 1992 a agosto de  1995 tenía Exequatur como cónsul general en Sídney
- De 1995 a 1999 fue embajador en Manila (Filipinas).
- De 1999 a 2000 fue  Alto Comisionado en Canberra (Australia)..
- De 2002 a 2004, después del retiro del servicio público fue nombrado asesor en comercio internacional para el Gobierno de Mauricio.
- Desde 2000 es profesor honorario en el Xavier Institute of Management and Entrepreneurship en Bangalore.[1]